# Siripaporn Nuanthakhamjan
Siripaporn Nuanthakhamjan (thailändisch ศิริภาพร นวนทะคำจัน, Spitzname Baipat; * 24. Mai 1999 in der Provinz Maha Sarakham), häufig Baipat Siripaporn genannt, ist eine thailändische Snookerspielerin aus Sriracha. 2023 gewann sie die Weltmeisterschaft der Frauen und sicherte sich damit für zwei Jahre die Teilnahme an der Profitour ab der Saison 2023/24.

## Karriere

### Anfänge
Siripaporn Nuanthakhamjan, Spitzname Baipat („Propeller“), begann mit 8 Jahren mit dem Snooker. Zu dem Sport brachte sie ihr Vater Phisit Chandsri (Spitzname Yip Samrong), selbst ein erfolgreicher Amateur, der von 2013 bis 2015 dreimal in Folge den Masterswettbewerb (Senioren) der Amateurweltmeisterschaft gewann. Ihr größter Jugenderfolg war 2015 der Gewinn der U21-Weltmeisterschaft der Frauen, bei der sie im Finale ihre fast gleichalte Landsfrau Mink Nutcharut mit 5:2 besiegte.
2017 nahm sie erstmals an der richtigen Frauenweltmeisterschaft teil und erreichte auf Anhieb das Viertelfinale. Zwei Jahre später stand sie im Halbfinale, beide Male schied sie gegen die Rekordweltmeisterin Reanne Evans aus. Im Team zusammen mit der damaligen Amateurweltmeisterin Waratthanun Sukritthanes gewann sie 2019 in Bangkok den Women’s World Cup für Thailand. National war sie das Maß aller Dinge und gewann nicht nur gegen Waratthanun den nationalen Frauentitel, sondern als erste Frau die offene thailändische Meisterschaft.

### Weg zu Weltmeisterschaft und Profitour
Die COVID-19-Pandemie beendete allerdings erst einmal ihre Ambitionen und erst 2022 konnte Siripaporn richtig in die Frauentour einsteigen. Im ersten Jahr gab es ein Auf und Ab mit dem Gewinn des Frauentitels bei der Asienmeisterschaft als Höhepunkt. Anfang 2023 kam sie bei der Asien-Pazifik-Meisterschaft ins Finale. Bei der Frauen-WM 2023 besiegte sie im Halbfinale Titelverteidigerin Mink Nutcharut mit 5:2 und löste sie durch einen 6:3-Finalsieg gegen Bai Yulu als Weltmeisterin ab. Der Titel brachte ihr auch einen der beiden Plätze des Frauensnookers auf der World Snooker Tour der Profis. Für zwei Spielzeiten galt die Startberechtigung.
In der Saison 2023/24 gelang ihr kein Sieg. In der ersten Saisonhälfte verlor sie immerhin zweimal erst im Entscheidungsframe: beim 3:4 gegen Muhammad Asif in der English-Open-Qualifikation und beim 5:6 gegen Sean O’Sullivan bei der UK Championship. Gegen Ende fielen die Niederlagen aber deutlich aus. Auch im zweiten Jahr war ein knappe 3:4-Niederlage gegen Liam Graham bei den Northern Ireland Open 2024 das beste Ergebnis, wenige Wochen später verlor sie gegen den Schotten aber mit 0:6. Ohne jeden Sieg stand sie am Ende der Rangliste und schied wieder aus der Tour aus.
Parallel spielte sie auch weiter in der WWS-Tour der Frauen. Ihr bestes Ergebnis war das Erreichen des Halbfinals bei der UK Womens Championship 2023, das sie gegen Bai Yulu verlor. Darüber hinaus stand sie aber im Schatten der Topspielerinnen und erreichte als beste Platzierung in der Rangliste der Frauen Platz 6.

## Titel und Erfolge
- Snookerweltmeisterschaft der Frauen
  - WWS Womens World Championship: 2023
  - IBSF 6-Reds World Championship: 2014, 2016 (Finale: 2017)

- ACBS Asienmeisterschaft
  - Asian Women’s Championship: 2022 (Finale: 2018)

- Jugendturniere
  - IBSF World Under-21 Championship: 2015 (Finale: 2016)
  - IBSF World Under-18 Championship: 2016 (Finale: 2017)